# Paleogeografía de la península ibérica
La paleogeografía trata de reconstruir la distribución de los continentes y océanos a lo largo de la historia geológica de la Tierra.

## Resumen
Al final del Proterozoico aparece el supercontinente Rodinia (aproximadamente hace 600 m.a.). Supone la mayor crisis climática del planeta. Impide la circulación ecuatorial de los océanos y del calor. Durante el Paleozoico se produce su rotura y dispersión. En el Pérmico (295-245 m.a.) se forma el supercontinente Pangea, que está rodeado por el superocéano Panthalasa, que tiene un entrante, el mar de Tetis, que formará el mar Mediterráneo. El Mesozoico se caracteriza por su rotura y dispersión, que continúa hoy en día.

## Ciclo supercontinental de Wilson
Cada 400-500 millones de años todas las masas forman un supercontinente. Se basa en la tectónica de placas y en la deriva continental. Según esto, antes de Rodinia pudo haber 3 supercontinentes, y habrá más después de Pangea.

## Fragmentación de Rodinia
Empieza la historia de Iberia.
En el Paleozoico la microplaca ibérica era más pequeña que actualmente (se le han añadido otros pedazos). Iberia no ha tenido origen como placa, sino del choque y separación de placas. El territorio ibérico se encontraba en la masa continental del hemisferio sur (Gondwana), sumergido. En un momento del Paleozoico, un trozo de Gondwana se dividió en la microplaca de Armórica, fragmento que se dirige a colisionar con lo que será Eurasia y América del Norte (Laurasia). En el Carbonífero se da la colisión entre Laurasia, Armórica y Gondwana, formándose el orógeno varisco. Se está formando Pangea.

## Pangea
Se forma a finales del Paleozoico (en el período Pérmico). Durante el Mesozoico y hasta nuestros días se está dando su división. En el Triásico no se divide, pero en el Jurásico comienza a dividirse (180 m.a.). Se separan los bloques del hemisferio norte y sur. Se abre el océano Atlántico Central. A finales de Jurásico crece el Atlántico, la India se separa del bloque de Gondwana. Durante el Cretácico, el Atlántico Central y el Sur crecen. Se separa Norteamérica de Eurasia y se forma el Atlántico Norte. África y América del Sur se separan también a finales del Jurásico formando el Atlántico Sur.

## Evolución de la microplaca Ibérica
Volvemos a Pangea, tras el orógeno varisco. La península ibérica era parte de Laurasia y estaba en el Atlántico Norte (cerca del occidente francés). 

### Fase distensiva
El Mesozoico es la fase distensiva. En el Jurásico Laurasia se separa de Gondwana y se abre el Atlántico Central. Iberia se separa de Apulia (placa) (una placa con Italia, Grecia y Turquía). Se abre otro océano, el Neotethis u océano Surpenínico. Por la colisión varisca se forman dos fallas importantes:
- Falla del golfo de Vizcaya
- Falla de Gibraltar (Iberia y África se empiezan a separar. Atlántico Central y Neotethis comienzan a comunicarse)

Se produce la separación de Iberia y Laurasia. Más separación en el Cretácico. El Atlántico Central prosigue con su expansión y la dorsal formada por la falla de Vizcaya empuja a Iberia, girándola 20°-30° en sentido antihorario. Es la rotación de Iberia, que abre el mar Cantábrico. Simultáneamente, la dorsal del Atlántico Central empuja hacia el este, llevando a la península a su posición actual.
Se forma el golfo de Vizcaya y se separa de Francia. Entre Eurasia e Iberia hay ahora una cuenca sedimentaria. Así, es un punto triple, donde coincide la expansión del Atlántico Central, Norte y la del golfo de Vizcaya.

### Fase compresiva
Empieza ahora la etapa compresiva que inicia la formación del sistema montañoso. Durante el Cenozoico se produce la orogenia Alpina, predominando la subducción. Forma cordilleras alpinas, desde el estrecho de Gibraltar hasta el Himalaya. En la Península se forman los Pirineos y las Béticas, que antes eran cuencas de sedimentación.
Hace 160 m.a. África empieza a desplazarse hacia el norte. En el Paleógeno se forman los Pirineos y en el Neógeno las cordilleras Béticas. Se forman por la sucesión de dos procesos geológicos:
- Colisión Iberia-Europa
- Acercamiento África-Europa y colisión de la placa de Alborán contra el Sistema Ibérico (esa microplaca derivó sin rumbo en el Mesozoico, pero a principios del Cenozoico colisionó con Iberia).

## Evolución del mar Mediterráneo
Antiguo Tethis. Dos partes: occidental y oriental, separadas por Calabria, Sicilia, Malta y el Cabo Bon.
- Occidental: Córcega y Cerdeña delimitan a la izquierda la Cuenca Balear y a la derecha el mar Tirreno.
- Oriental: 3 zonas separadas por las islas griegas: más al oeste el mar Jónico, más oriental la cuenca Levantina y por otro lado el mar Egeo.

En el Mioceno comienza su evolución. En el Mioceno inferior Tethys se divide en dos brazos:
- Septentrional: incluye el mar Negro, el mar Caspio y el mar de Aral. Es el Paratethys.
- Meridional: Cubría zonas hoy emergidas. Comunicaba por el este con el Índico y por el oeste con el Atlántico. Es el Tethys.

Durante el Mioceno medio la colisión entre la placa de Arabia y Europa provoca que Tethys deje de comunicarse con el Índico. El Paratethys se separa del Tethys pasando a ser un mar interior.
El Atlántico se comunica ahora con el Mediterráneo por dos surcos:
1. Surco bético
2. Surco rifeño

Las cordilleras Béticas ya se habían formado. El surco bético pasaba por el norte de Málaga (hoy día es la depresión del Guadalquivir).
Durante el Mioceno superior (6,5 m.a.) la actividad tectónica entre la microplaca de Alborán y el empuje de África provoca la unión de las Béticas (Ibérica y Rifeña) formando el Macizo Bético-Rifeño. El Mediterráneo se convierte en un mar interior aislado. Se da una fuerte evaporación y el mar se termina secando. Es la Crisis salina del Mediterráneo en el Messiniense. El Paratethys comienza a desaguar en el Tethys, y queda reducido a un conjunto de lagos de alta salinidad. En el Plioceno (5 m.a.) el macizo Bético-Rifeño se rompe y se abre el estrecho de Gibraltar (falla de Gibraltar formada en el Paleozoico por la colisión varisca). Así, el Mediterráneo, tras un millón de años seco, se recupera gracias al Atlántico. El Paratethys no se recuperó y dio lugar al mar Negro, el Caspio y el Aral.